# Apertospathulidae
Famille
Les Apertospathulidae sont une famille de Ciliés de la classe des Gymnostomatea et de l’ordre des Spathidiida.

## Étymologie
Le nom de la famille vient du genre type Apertospathula, dérivé du latin apert, ouvert, et de spath, « spatule, épée à lame large ».

## Description
Apertospathula, Longispatha et Rhinothrix sont trois genres de ciliés rares. Ils ont une caractéristique distincte en commun : un renflement buccal en forme de lasso et une cinétie péribuccale dont la moitié droite est plus longue que la gauche et est ouverte ventralement. Cela justifie la création de la famille des Apertospathulidae, qui a probablement évolué à partir d'un ancêtre semblable à Bryophyllum par réduction partielle du renflement buccal et de la circonférence de la bouche.
Apertospathula verruculifera a un processus semblable à une verrue situé à l'extrémité antérieure de la brosse dorsale : le palpus dorsalis.
Longispatha elegans a un renflement buccal droit et une cinétie péribuccale, dont la branche droite s'étend jusqu'à l'extrémité postérieure du corps tandis que la branche gauche se termine dans le tiers antérieur du corps.
Rhinothrix porculus est un curieux cilié dont l’allongement dorsal est comme le museau du renflement buccal : le palpus oralis. Il présente un motif ciliaire très caractéristique : en effet, si le motif oral est similaire à celui de Longispatha, par contre le renflement et la cinétie circumorale s'étendent en spirale jusqu'à l'extrémité postérieure du corps tandis que les cinésies somatiques s'étendent méridionalement,.

## Liste des genres
Selon GBIF (9 janvier 2023) :
- Apertospathula Foissner, Agatha & Berger, 2002
- Longispatha Foissner, Xu & Kreutz, 2005
- Rhinothrix Foissner, Xu & Kreutz, 2005

## Systématique
Le nom valide de ce taxon est Apertospathulidae Foissner, Xu & Kreutz, 2005.

## Publication originale
- (en) W. Foissner, K. Xu & M. Kreutz. The Apertospathulidae, a New Family of Haptorid Ciliates (Protozoa, Ciliophora)[1],[4].